# Saison 3 de Qui sera le prochain grand pâtissier ?
Vous pouvez aider à l'améliorer ou bien discuter des problèmes sur sa page de discussion.
- Il n'est pas vérifiable et peut contenir des informations totalement erronées. Il est fortement conseillé aux contributeurs d'étayer son contenu par des sources fiables. Sans cela, sa suppression pourrait être envisagée. (si vous venez d'apposer le bandeau, veuillez cliquer sur ce lien pour créer la discussion et en afficher les indications). (Marqué depuis juin 2024)
- Il peut contenir un travail inédit ou des déclarations non vérifiées. Vous pouvez l’améliorer en ajoutant des références. (Marqué depuis juin 2024)

- Archive Wikiwix
- Bing
- Cairn
- DuckDuckGo
- E. Universalis
- Gallica
- Google
- G. Books
- G. News
- G. Scholar
- Persée
- Qwant
- (zh) Baidu
- (ru) Yandex
- (wd) trouver des œuvres sur Wikidata

Vous pouvez aider à l'améliorer ou bien discuter des problèmes sur sa page de discussion.
- Il ne cite pas suffisamment ses sources. Vous pouvez indiquer les passages à sourcer avec {{référence nécessaire}} ou {{Référence souhaitée}}, et inclure les références utiles en les liant aux notes de bas de page. (Marqué depuis juin 2024)
- Son texte doit être wikifié : il ne correspond pas à la mise en forme Wikipédia (style, typographie, liens internes, liens entre les wikis, etc.). (Marqué depuis juin 2024)

- Archive Wikiwix
- Bing
- Cairn
- DuckDuckGo
- E. Universalis
- Gallica
- Google
- G. Books
- G. News
- G. Scholar
- Persée
- Qwant
- (zh) Baidu
- (ru) Yandex
- (wd) trouver des œuvres sur Wikidata

Qui sera le prochain grand pâtissier ? est un concours culinaire français spécialisée dans la pâtisserie, produite par Martange Productions et diffusée sur France 2.
Présentée par Virginie Guilhaume, la troisième saison est diffusée tous les mardis du 30 juin 2015 au 28 juillet 2015 de 20h45 a 23h30 .

## Jury[2][source secondaire souhaitée]
| Juré                | Métier |
| ------------------- | --- |
| Christophe Michalak | Chef pâtissier de l'Hôtel Plaza Athénée à Paris et producteur d'émissions culinaires pour la télévision.                             |
| Christophe Adam     | Chef pâtissier spécialiste du snacking dans ses pâtisseries Adam's et l'Éclair de Génie. Ancien chef pâtissier de la maison Fauchon. |
| Pierre Marcolini    | Chef chocolatier dans ses propres boutiques dans le monde entier.                                                                    |
| Philippe Urraca     | Chef pâtissier dans ses propres boutiques. Meilleur ouvrier de France et président des Meilleurs Ouvriers de France en pâtisserie.   |

## Candidats[3][source secondaire souhaitée]
| Candidats | Âge    | Expérience          | Métier                                                                                                   | Date d'élimination           | Résultat |
| --------- | ------ | ------------------- | --- | ---------------------------- | -------- |
| Grégory   | 29 ans | 15 ans d'expérience | Responsable recherche et développement pâtisserie                                                        | Vainqueur le 28 juillet 2015 | 1er      |
| Tristan   | 23 ans | 7 ans d'expérience  | Sous-chef pâtissier d'un restaurant 3 étoiles                                                            | Éliminé le 28 juillet 2015   | 2e       |
| Nina      | 26 ans | 8 ans d'expérience  | Chef pâtissière d'un restaurant 2 étoiles                                                                | Éliminée le 28 juillet 2015. | 3e       |
| Cédric    | 23 ans | 3 ans d'expérience  | 1er commis du restaurant 3 étoiles et responsable pâtisserie de la brasserie étoilé d’un palace parisien | Éliminé le 7 juillet 2015    | 4e       |
| Matthieu  | 25 ans | 10 ans d'expérience | Chef pâtissier formateur                                                                                 | Éliminé le 7 juillet 2015    | 5e       |
| Gaëlle    | 27 ans | 10 ans d'expérience | Chef chocolatier d’une grande pâtisserie à Strasbourg                                                    | Éliminé le 30 juin 2015      | 6e       |
| Nathan    | 29 ans | 8 ans d'expérience  | Chef pâtissière dans son propre restaurant étoilé                                                        | Éliminé le 30 juin 2015      | 7e       |
| Morgane   | 26 ans | 7 ans d'expérience  | Second de chocolaterie au sein d’une boutique relais et dessert international à Lyon                     | Éliminée le 30 juin 2015     | 7e       |

## Lieux de tournage
- Émission 1[4][source secondaire souhaitée] :
- Émission 2 : Musée des arts forains[5][source secondaire souhaitée]
- Émission 3[6][source secondaire souhaitée] :
- Émission 4[7][source secondaire souhaitée] :
- Émission 5[8][source secondaire souhaitée] :
- Émission 6 : Palais de l'Élysée

Audiences
Suivi des audiences 
de la saison 3 
de Qui sera le prochain grand pâtissier ? 
Date 
Téléspectateurs 
PdA Part d'Audience  
4 Ans + 
mardi 30 juin 2015 1.
1,9 million 10,1 %
mardi 7 juillet 2015 2. 
1,9 million 10,3 % 
mardi 21 juillet 2015 3. 
1,8 million 10,0 % 
mardi 28 juillet 2015 4. 
2,1 million 12,1 %
Légende :
- Les plus hauts chiffres d'audience
- Les plus bas chiffres d'audience